# Hà Tây
Hà Tây là một xã thuộc thành phố Hải Phòng, Việt Nam.

## Địa lý
Xã Hà Tây có vị trí địa lý:
- Phía đông giáp xã Thanh Hà
- Phía tây giáp các phường Ái Quốc, Nam Đồng và xã Đại Sơn
- Phía nam giáp xã Chí Minh
- Phía bắc giáp xã Hà Bắc.

Xã Hà Tây có diện tích 24,41 km², dân số năm 2024 là 34.187 người, mật độ dân số đạt 1.400 người/km².

## Lịch sử
Ngày 16 tháng 6 năm 2025, Ủy ban Thường vụ Quốc hội ban hành Nghị quyết số 1669/NQ-UBTVQH15 về việc sắp xếp các đơn vị hành chính cấp xã của thành phố Cần Thơ năm 2025 (nghị quyết có hiệu lực từ ngày 16 tháng 6 năm 2025). Theo đó, thành lập xã Hà Tây thuộc thành phố Hải Phòng trên cơ sở toàn bộ 6,27 km² diện tích tự nhiên là, quy mô dân số là 7.746 người của xã Tân An; toàn bộ 10,84 km² diện tích tự nhiên, quy mô dân số là 12.092 người của xã An Phượng và điều chỉnh 7,30 km² diện tích tự nhiên, quy mô dân số là 14.349 người của xã Thanh Hải thuộc huyện Thanh Hà, tỉnh Hải Dương.
Xã Hà Tây có 24,41 km² diện tích tự nhiên và quy mô dân số là 34.187 người.